# Reisenberg (Wien)
Der Reisenberg, umgangssprachlich Am Cobenzl genannt, ist ein Vorgipfel des Latisbergs im 19. Wiener Gemeindebezirk Döbling.

## Geographie
Die Flur Reisenberg liegt auf etwa 382 Meter Höhe auf einer Hangschulter, die dem Latisberg südöstlich vorgelagert ist. Sie liegt in einem nordöstlichen Ausläufer der Ostalpen und ist geologisch der Flyschzone zugehörig, die aus Quarz- und Kalksandstein, Mergel und anderen Sedimenten zusammengesetzt ist.

## Geschichte
Die Namensherkunft des Reisenbergs stammt wahrscheinlich von den dort ehemals vorhandenen Riesen zur Holzbringung. Erste historische Erwähnungen fand der Reisenberg 1238 als Reysenperge, als das Stift Zwettl hier bereits Weinbau betrieb. Im 14. Jahrhundert wurden hier Weingärten des Stiftes Klosterneuburg erwähnt. Kaiser Rudolf II. übergab im 16. Jahrhundert dem Orden der Jesuiten die Gründe des ausgestorbenen Klosters der Klarissen in Grinzing mit dem Dorf- und Berggericht und im 17. Jahrhundert erlangten diese auch das Weingartengelände des Stiftes Klosterneuburg am Reisenberg. Zur Erholung der Ordensleute wurden auf dem Reisenberg zwei kleine Schlösschen errichtet.

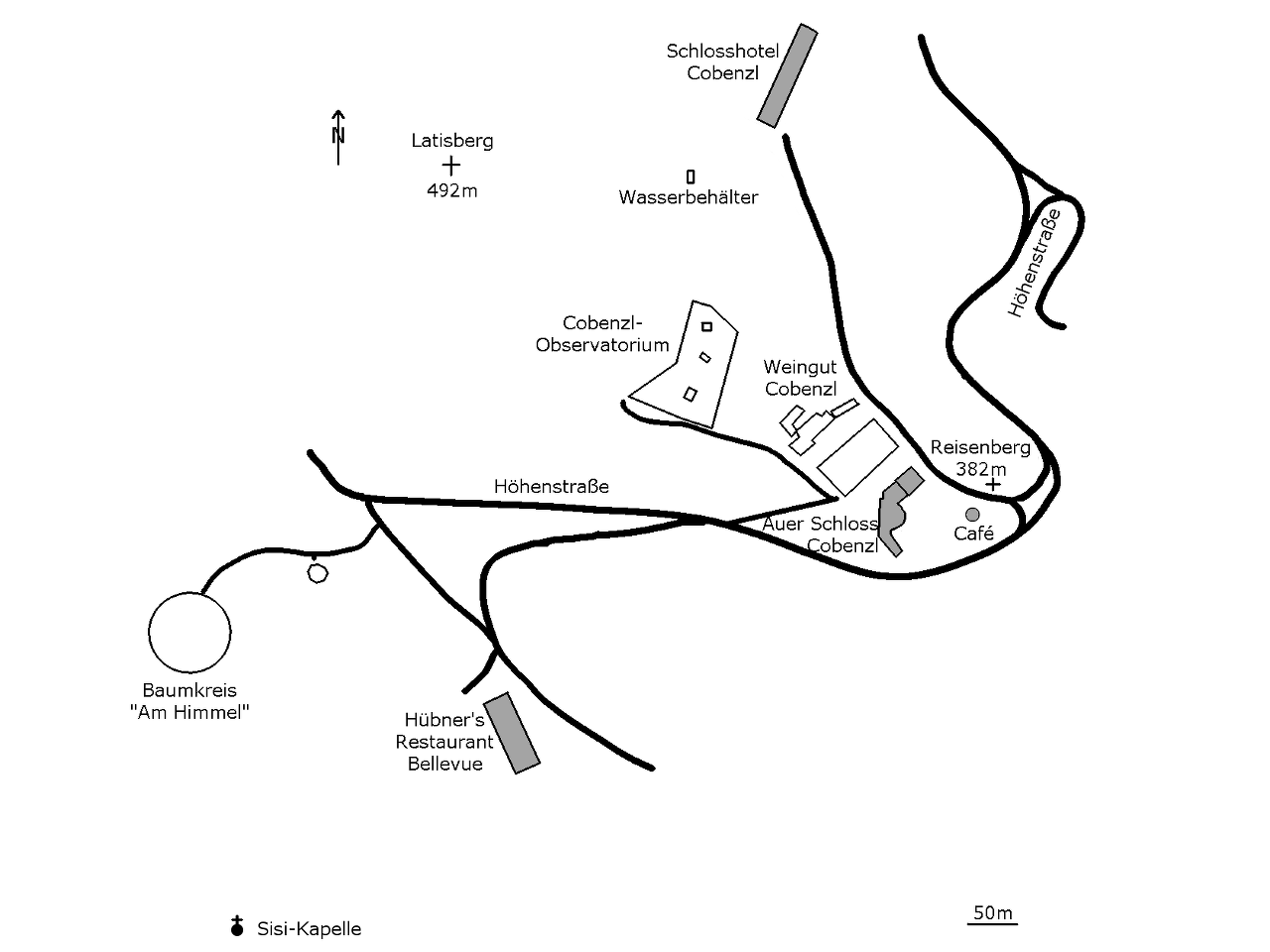
Plan der Gebäude und Anlagen am Cobenzl seit etwa 1850

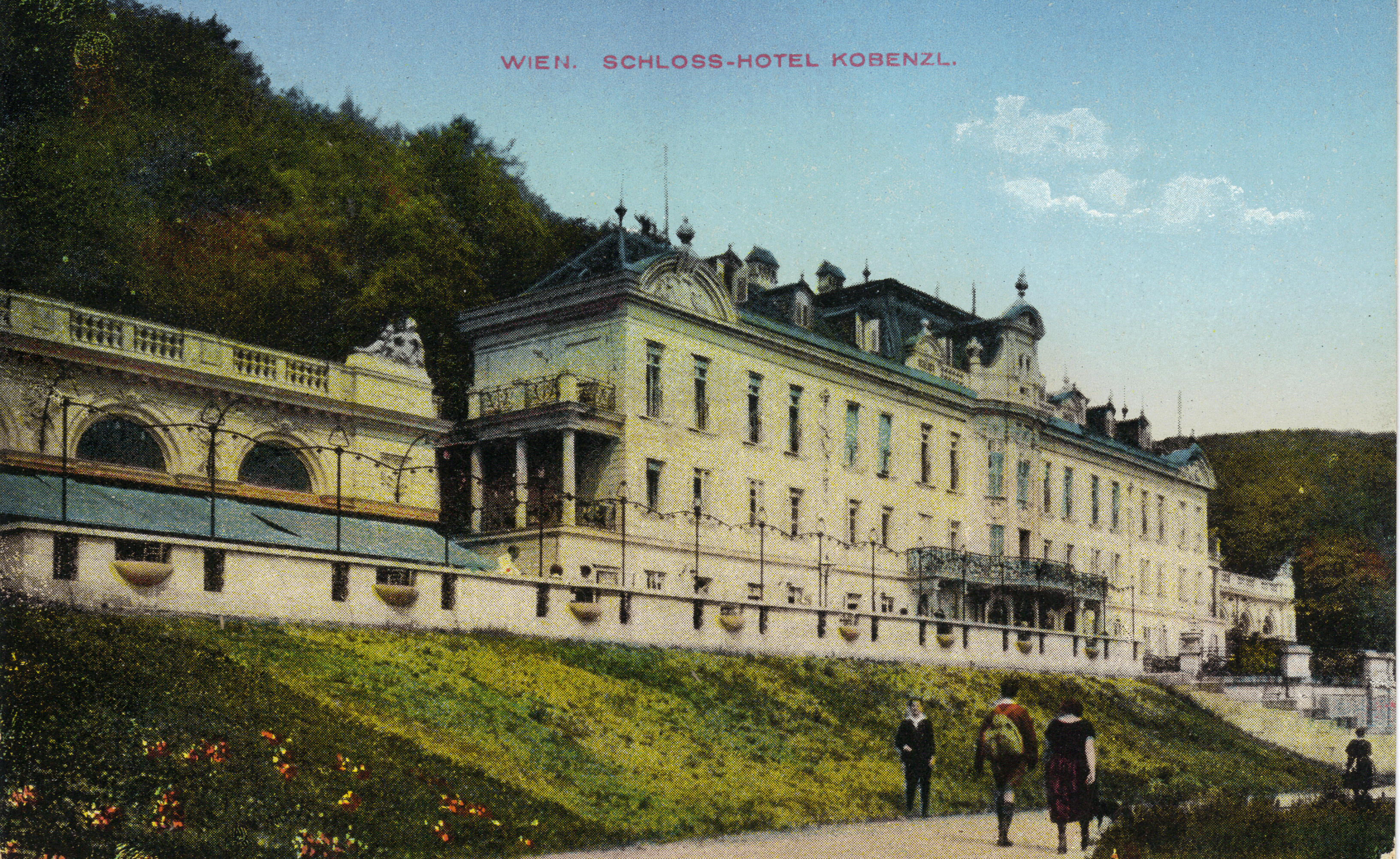
Das Schloss-Hotel Kobenzl bei Wien, um 1905

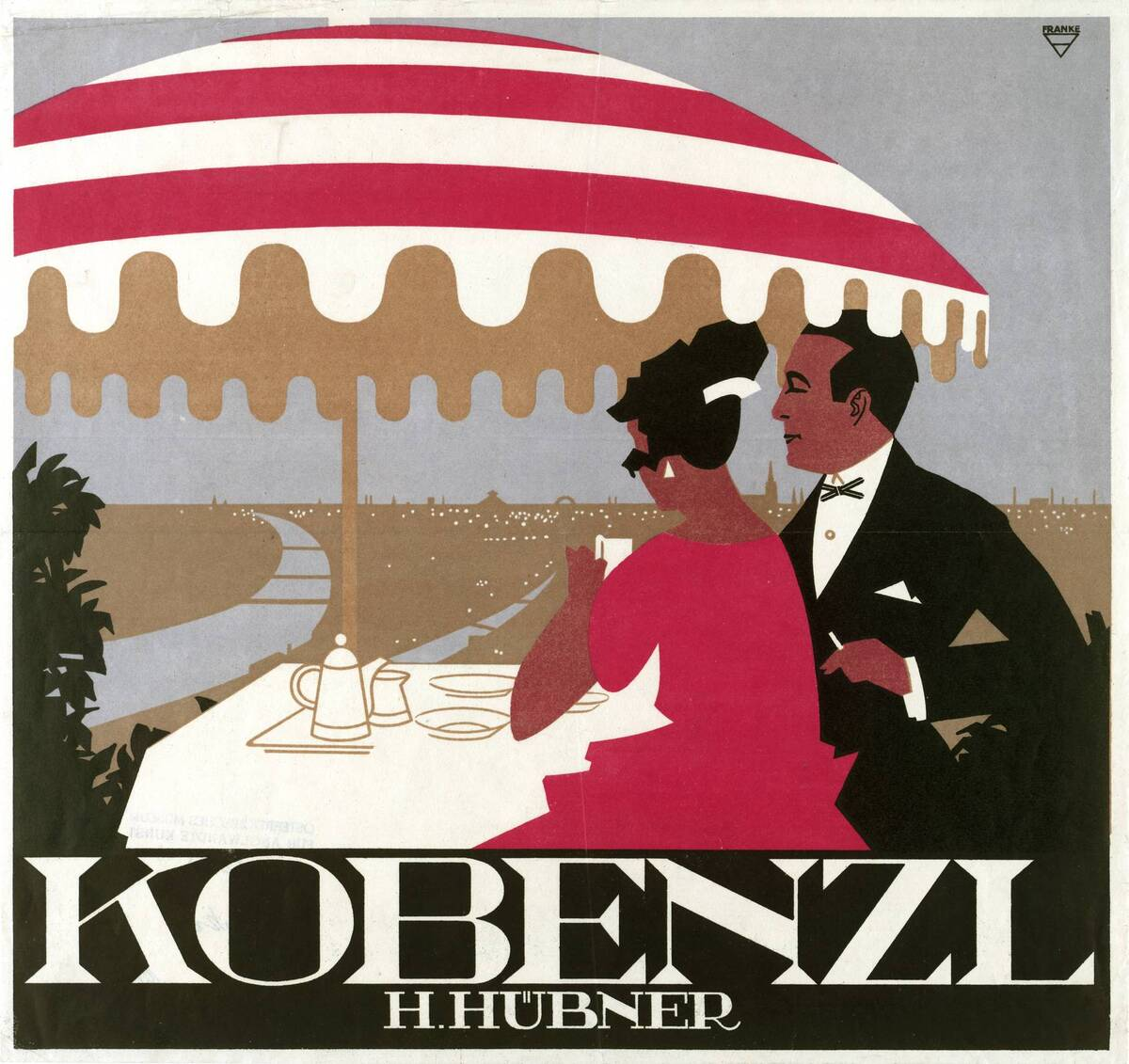
Ernst Ludwig Franke: Kobenzl, Hans Hübner

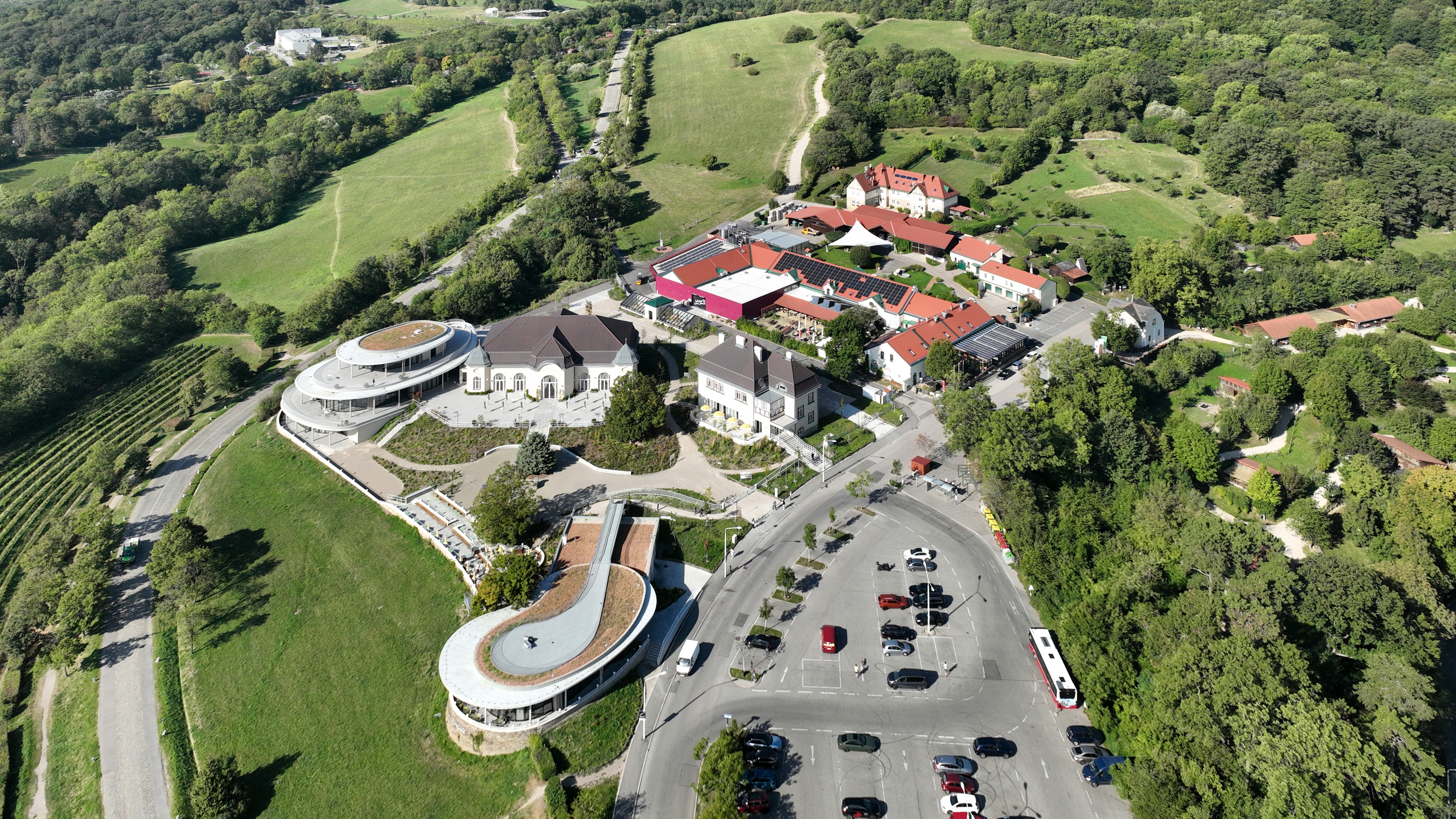
Cobenzl nach der 2022 fertiggestellten Umgestaltung; „Schloss“ (1986, links), Meierhof (rechts) und Rondell (vorne) wurden umgebaut und ein Panoramahaus (ganz links) errichtet

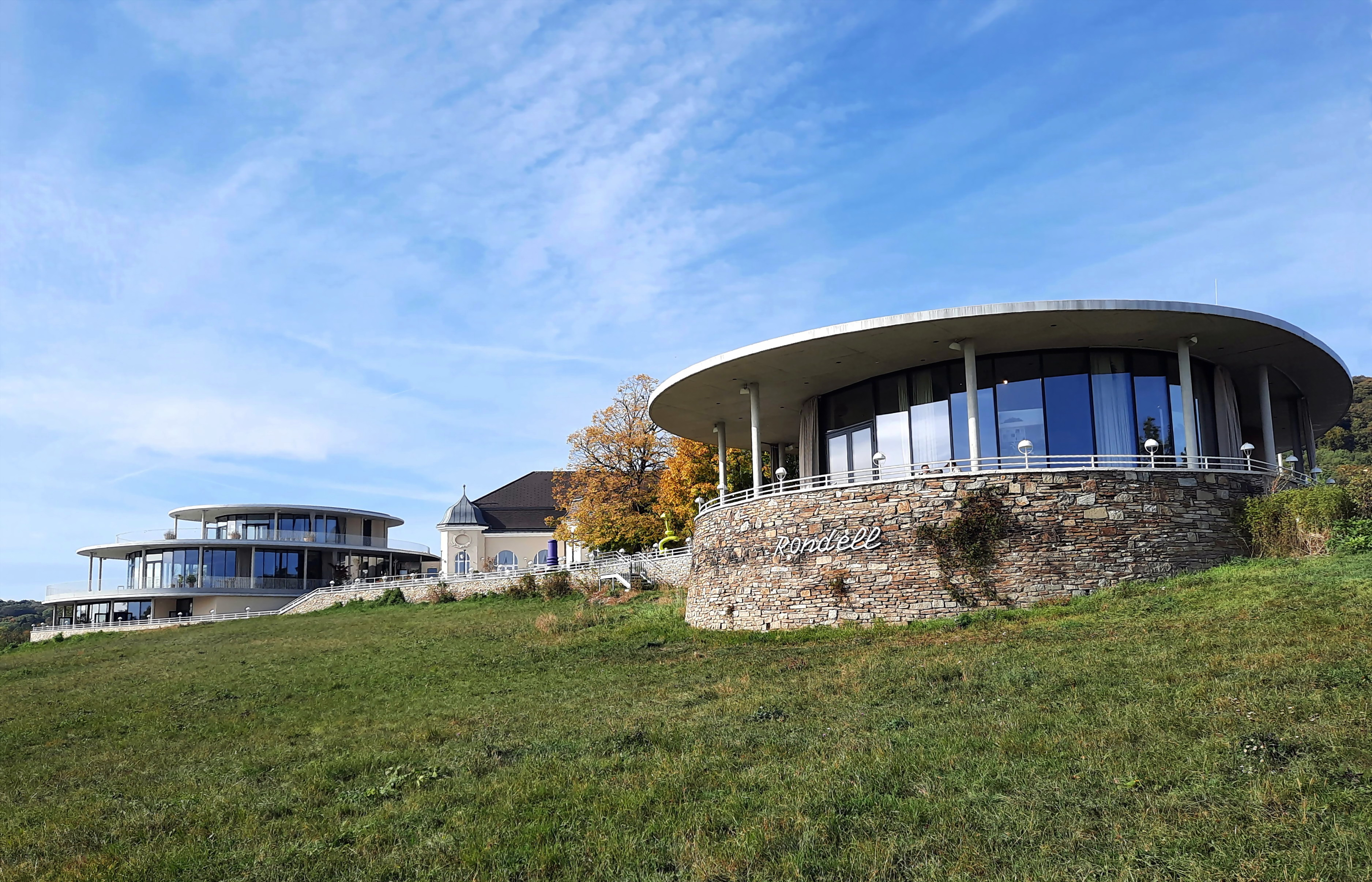
Cobenzl, Panoramahaus (links), „Schloss“ und Rondell (rechts)

Nachdem der Jesuitenorden am 21. August 1773 durch Papst Clemens XIV. aufgehoben worden war, erwarb Graf Johann Philipp Cobenzl das Gelände auf dem Reisenberg. Dieser ließ die Jesuitenhäuser auf dem Reisenberg zu einem Schloss umbauen und errichtete zusätzlich eine Meierei. Der Besitz wurde der Öffentlichkeit zugänglich gemacht und die Produkte der Meierei in der Stadt verkauft. Dadurch wurde das Anwesen sehr populär, der Reisenberg wurde im Volksmund bald nur noch Cobenzl genannt. Nach dem Tod des Grafen 1810 wechselte das Gebiet mehrmals den Besitzer. Unter Baron Franz Simon Pfaff von Pfaffenhofen, dem Vater von Franz Simon von Pfaffenhofen, spielte Johann Strauss (Vater) im Schloss auf. 1835 wandelte Karl von Reichenbach das Schloss in eine Versuchsstation um. Aufgrund wirtschaftlicher Schwierigkeiten konnte Reichenbach das Schloss jedoch nicht halten; 1855 erwarb Johann Freiherr von Sothen, ein bigotter und allgemein verhasster Spekulant und Lotteriebetreiber, das Anwesen. Bereits 1849 hatte von Sothen das heruntergekommene „Schloss Belle Vue“ auf der dem Reisenberg vorgelagerten Bellevue-Höhe erworben. Weiter westlich ließ er 1854–56 am „Himmel“ (Pfaffenberg) die Sisi-Kapelle errichten; 1867 erwarb und erneuerte er den Waldgasthof am Krapfenwaldl. 1895 verbrachte Sigmund Freud einen Sommer als Gast der Familie Ritter von Schlag am „Schloss Belle Vue“. In der Nacht vom 23. zum 24. Juli hatte er einen Traum, den er zum ersten Mal als Wunscherfüllung entschlüsseln konnte und den er als „Traum von Irmas Injektion“ in seinem Werk Die Traumdeutung beschrieb.
1887 wurde das Schloss Cobenzl von einem Konsortium erworben und in ein Hotel umgewandelt. Da das Schlosshotel nicht den erwarteten Umsatz brachte, wurde es 1907 an die Stadt Wien verkauft. Diese hatte schon 1905 den Beschluss für eine „Höhen- und Aussichtsstraße“ gefasst und baute eine von Grinzing ausgehende „staubfreie Automobilstraße“ mit Serpentinen am Cobenzl, auf der ab 1909 auch Linienbusse verkehrten. Im ebenfalls von der Stadt Wien geführten Gutsbetrieb standen Ackerbau und Milchwirtschaft zur Versorgung der Stadt im Vordergrund. 1912 wurde etwa 500 Meter südlich des Schlosshotels ein Restaurant-Café eröffnet. Ab 1927 wurden das Schlosshotel und das Restaurant-Café an Hans Hübner verpachtet. 1937 wurde das Schlosshotel nach den Plänen des Wiener Architekten Anton Potyka modernisiert. Im Zweiten Weltkrieg diente das Hotel als Lazarett und als Kommandostelle einer Flak-Division und es wurden daneben Holzbaracken errichtet. Danach diente beides bis Feber 1951 als Flüchtlingslager; das Hotel kam in der Besatzungszeit immer mehr herunter. Schließlich ließ die Stadt Wien 1966 das verfallene Schlosshotel abreißen. Das Restaurant-Café wurde von der Familie Hübner als „Hübners Meierei Cobenzl“ auch nach dem Krieg weitergeführt. 1952 wurde vor dem Restaurant-Café, wieder nach den Plänen von Anton Potyka, ein Cafépavillon errichtet („Hübners Bar und Cafépavillon“), der bis März 2017 in Betrieb war. Das Restaurant-Café wurde bis 1974 von der Familie Hübner betrieben. Danach stand es leer und verfiel zusehends. Im Jahre 1980 brannte der südliche Trakt der Restaurant-Cafés ab. Das Anwesen wurde 1983 von Olaf Auer übernommen, der im selben Jahr den Cafépavillon am Parkplatz wiedereröffnete. Drei Jahre später wurde an der Stelle des abgebrannten Traktes ein im barocken Stil neu erbautes kleines Schloss fertiggestellt und als „Auer Schloss Restaurant Cobenzl“ eröffnet und war 30 Jahre in Betrieb. 2012 kündigte die Stadt Wien den Pächter Olaf Auer, um das laut Stadträtin Ulli Sima „in die Jahre gekommene“ Schloss-Restaurant zu renovieren und wieder zu verpachten. Der OGH bestätigte im Dezember 2016 die Räumungsklage der Stadt Wien und der Pächter musste am 14. März 2017 das Gelände endgültig räumen.
Anschließend startete die Stadt ein dreistufiges Verfahren zur Neugestaltung  des beliebten Wiener Ausflugsziels. Nach den ersten beiden Phasen (EU-weite Interessentensuche, Konzeptions- und Angebotsphase) wurde in der dritten ein internationaler Architekturwettbewerb ausgelobt. Vorgabe war, das „Rondell“ abzureißen und das Schloss zu erhalten. Nach einem Auswahlverfahren gingen im Juni 2018 unter acht Teilnehmern die Architekturbüros Mostlikely aus Wien und Realarchitektur aus Berlin einstimmig als Gewinner aus dem Wettbewerb hervor.
Im September 2022 wurde das Weitsicht Cobenzl eröffnet und von Dompfarrer Toni Faber gesegnet. Für das Ensemble wurden von der Stadt Wien, einem Investor (Supernova) und dem Betreiber Motto Group rund 20 Millionen Euro investiert. Das Café Rondell, das Schloss und die Meierei am Cobenzl standen seit 2017 leer. Im Dezember 2023 wurde bekannt, dass der aus Motto Group und Supernova zusammengesetzte Betreiber Weitsicht Cobenzl Immobilienentwicklung GmbH aufgrund der gestiegenen Kreditzinsen den Pachtvertrag mit der Stadt Wien mit Wirkung vom 29. Feber 2024 gekündigt hat, wobei die Stadt Wien vertragsgemäß die Investitionskosten übernehmen muss. Nun sucht die Stadt Wien einen neuen Betreiber möglichst mit „fliegendem Wechsel“. Im März 2024 wurde bekannt, dass das Catering-Unternehmen Donhauser (DoN-Group) ab sofort den Betrieb übernimmt.

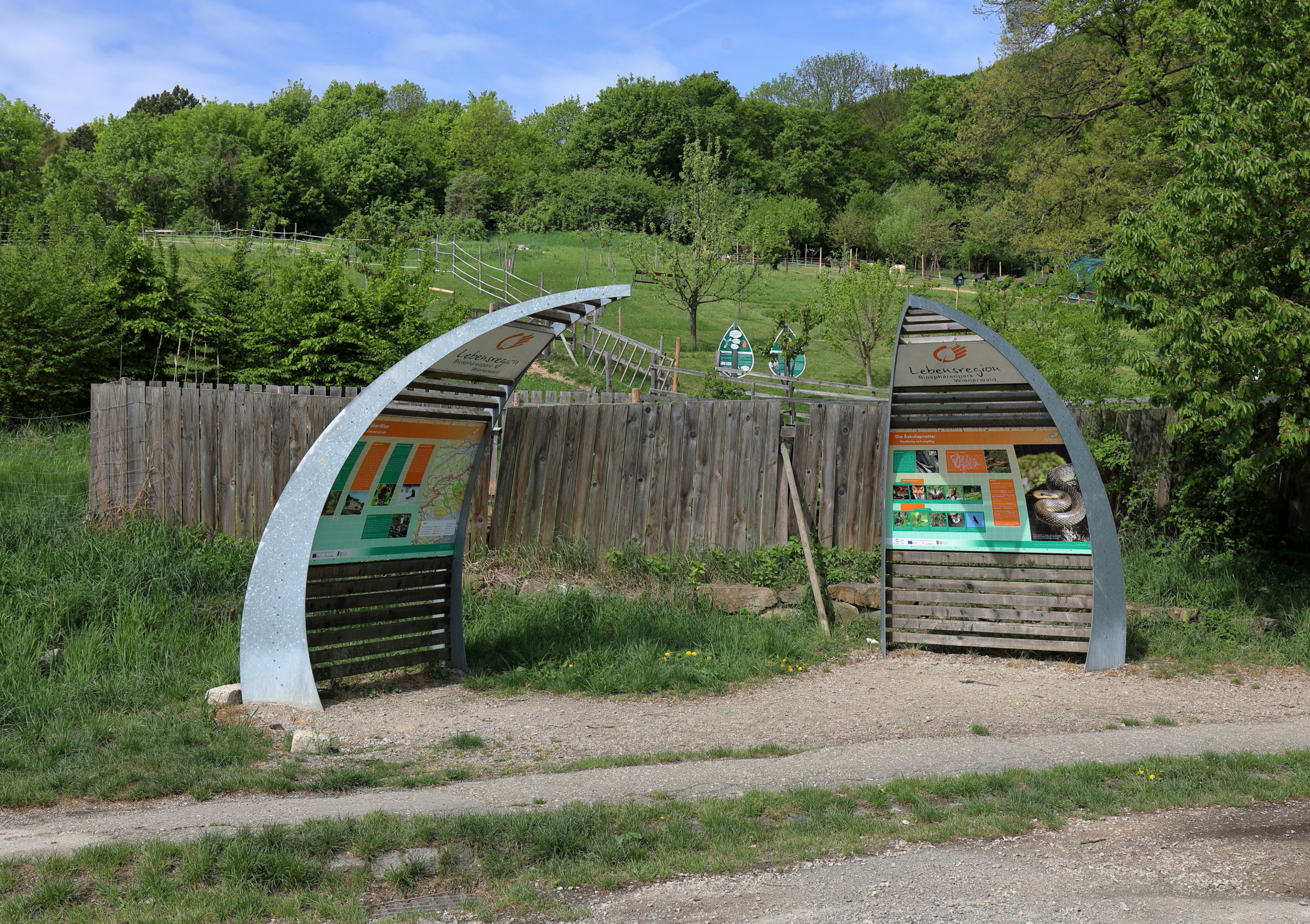
Infopoint „Biosphärenpark Wienerwald“ und dahinter eine landwirtschaftliche Fläche des „Landguts Wien Cobenzl“

In den späten 1980er Jahren erhielt der hinter dem Schloss liegende landwirtschaftliche Betrieb einen neuen Leiter und der Weinanbau nahm seinen Aufschwung. Der Betrieb nennt sich jetzt „Weingut Wien Cobenzl“. Seit Mai 2005 kann man dort auch außerhalb des Standesamtes eine sogenannte „Traumhochzeit“ feiern. Seit 2003 betreibt die MA 49 (Forstamt und Landwirtschaftsbetrieb der Stadt Wien) in Zusammenarbeit mit Herbert Veit hinter dem Weingut das „Landgut Wien Cobenzl“, einen kleinen Bauernhof mit vielerlei Tieren und Publikumsbetrieb, speziell auch für Kinder und Jugendliche, weshalb er auch „Kinderbauernhof“ genannt wird.

## Sonstiges
Die parkähnliche Terrasse, auf der früher das Schlosshotel Cobenzl stand (siehe Plan), ist Veranstaltungsort von Sonnwendfeiern, die vom Wiener Korporationsring (WKR) und der Österreichischen Landsmannschaft (ÖLM) jedes Jahr am 21. Juni abgehalten werden.
Die „Weitsicht Cobenzl“ fungiert auch als Konzert-Location, ist öffentlich erreichbar mit den Buslinien 38A und 43A und wird durch mehrere Wanderwege erschlossen.